# 6632 Scoon
6632 Scoon este un asteroid din centura principală de asteroizi.

## Descriere
6632 Scoon este un asteroid din centura principală de asteroizi. A fost descoperit pe 29 octombrie 1984 la Stația Anderson Mesa de Edward L. G. Bowell. El prezintă o orbită caracterizată de o semiaxă mare de 2,41 ua, o excentricitate de 0,12 și o înclinație de 7,0° în raport cu ecliptica.